# Light Tank Mk VII Tetrarch
Light Tank Mk VII (A17) oder Tetrarch war ein leichter britischer Panzer des Zweiten Weltkrieges.

## Beschreibung
Der Tetrarch (anfänglich Spitzname Purdah) wurde ab 1940 produziert. Seine Panzerung erwies sich bald als zu schwach und so wurden zuerst nur 177 Stück hergestellt. Als Hersteller ist das britische Unternehmen Metro-Cammell bekannt.

## Einsatz
Angesichts der Materialverluste bei den Kämpfen in Nordafrika wurde die 1st Armoured Division mit Fahrzeugen dieses Typs ausgerüstet.
Als der Hamilcar-Lastensegler 1943 in Dienst gestellt wurde, konnte dieser Panzer damit transportiert werden. Bei der Landung in der Normandie am D-Day wurden einige Tetrarchs zur Operationsunterstützung eingeflogen. Dies war der erste derartige Panzereinsatz der Geschichte, bei dem Panzer mit Flugzeugen in die Kampfgebiete transportiert wurden.

## Sowjetische Lend&Lease Nutzung
Anfang des Jahres 1942 wurden 20 Fahrzeuge der britischen 1st Armoured Division durch die Levante in den Süden der Sowjetunion geliefert.
Die Fahrzeuge waren für die Bedingungen im Bereich der südlich Frontabschnitte geeignet und kamen bei Panzerverbänden im Kaukasus zum Einsatz. Belegt ist der Einsatz bei der 151. Panzer-Brigade der 45. sowjetischen Armee.
Im sowjetischen Dienst wurden die Fahrzeuge als Vickers VII oder Mark VII bezeichnet.

## Panzerkampfwagen Mk VII 737 (e)
Die Wehrmacht führte das Fahrzeug in der Loseblattsammlung Kennblätter fremden Geräts unter der Bezeichnung leichter Panzerkampfwagen Mk VII 737 (e).
Ob je eines dieser Fahrzeuge erbeutet wurde, ist unklar. Eine Verwendung durch deutsche Truppen ist aufgrund der geringen Stückzahl, die produziert wurde unwahrscheinlich.